# Страстоцвет крылатый
Страстоцвет крылатый, или пассифлора крылатая, или бразильская маракуйя (лат. Passiflora alata) — растение, вид рода Страстоцвет (Passiflora). Это вечнозелёная лиана, вырастающая до 6 м в длину или более и несущая съедобные плоды, аналогичные плодам маракуйи. Вид произрастает в бассейне Амазонки, от Перу до восточной Бразилии.

## Описание
Листья овальные или продолговатые, 10–15 см длиной и 1–10 см шириной.
Цветок ароматный, шириной 7–10 см, с красными изогнутыми листочками околоцветника и заметной бахромчатой короной с сегментами фиолетового и белого цвета, создающими вид полос. Цветение обычно в конце лета или начале осени, требует полного пребывания растения на солнце. Цветки уникальны тем, что имеют восемь концентрических коронок, разделённых на пять типов (radii, pali, operculum, limen, trochlea) — больше всего из всех известных растений. P. alata привлекает пчёл, бабочек и птиц.
Одиночный плод высоко ценится местным населением. Он яйцевидной формы, от жёлтого до ярко-оранжевого цвета, длиной 8–15 см и диаметром 5–10 см. Весит 90-300 г.

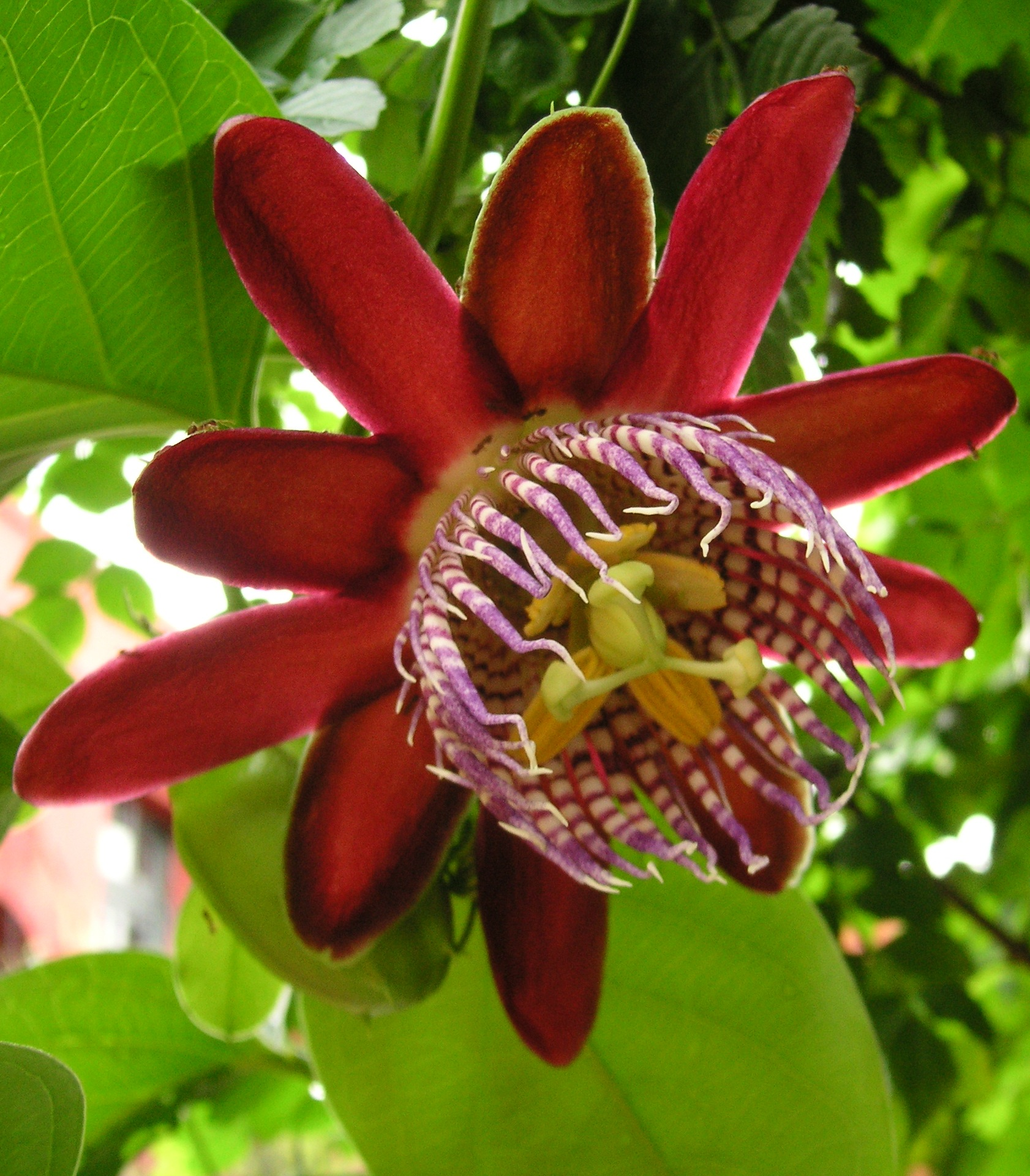
Цветок
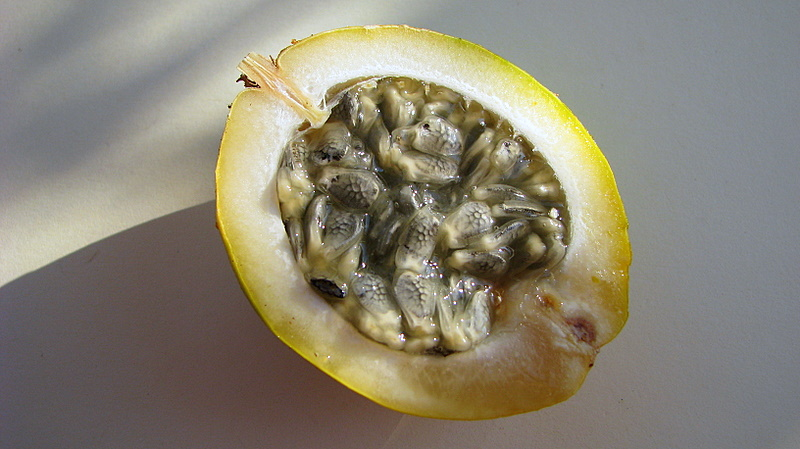
Плод в разрезе

## Таксономия
Вид Passiflora alata был описан Уильямом Кёртисом и опубликован в журнале Botanical Magazine 2:t. 66. 1788.
Этимология
Passiflora: родовое название, принятое Линнеем в 1753 году и означающее «цветок страсти» (от латинского passio = «страсть» и flos = «цветок»), было даровано миссионерами-иезуитами в 1610 году из-за сходства некоторых частей растения с религиозные символы Страстей Христовых: кнут, которым его били = щупальца, три гвоздя = стили пестика; тычинки и радиальная коронка = терновый венец.
alata: латинский видовой эпитет, означающий «крылатый».

## Выращивание
В умеренных зонах P. alata обычно выращивают в закрытых помещениях, хотя её можно выращивать и на открытом воздухе в районах, где температура не опускается ниже +5 °C. Растение получило награду Королевского садоводческого общества «За выдающиеся садовые качества».

## Лекарственное использование
В Бразилии P. alata официально признан фитопрепаратом и был включён в первое издание Бразильской фармакопеи в 1929 году. Растение хорошо известно в народной медицине по всей Южной Америке, хотя точный фармакологический состав мало изучен и требует дополнительного изучения.